# Partei National Orientierter Schweizer
Die Partei National Orientierter Schweizer (PNOS), französisch Parti nationaliste suisse (PNS) war eine rechtsextreme, völkisch-nationalistische Schweizer Partei, die im Jahr 2000 von Jonas Gysin und Sacha Kunz gegründet wurde. Im Februar 2022 löste sich die Partei auf.

## Politische Einordnung
Das Parteiprogramm basierte auf nationalistisch-völkisch-rechtsextremem Gedankengut. Die PNOS selbst nannte ihre politische Ausrichtung «eidgenössisch-sozialistisch».
Die PNOS wurde im Jahr 2001 vom Bundesamt für Polizei als rechtsextreme Organisation eingestuft. Der jährlich erscheinende Staatsschutzbericht stufte die PNOS in den folgenden Jahren von Jahr zu Jahr als weniger gefährlich ein und nennt auch den bewussten Gewaltverzicht der Partei, verweist aber darauf, dass dieser strategische Gründe habe. Die Partei betonte, dass es ihr mit dem Gewaltverzicht ernst sei.
Die offizielle Parteipolitik schien sich seit dem Parteiaustritt von Bernhard Schaub, dem Verfasser des Parteiprogramms, dabei langsam von einem nationalsozialistischen und vor allem frontistischen Kurs in Richtung «Neue Rechte» zu bewegen. Doch die immer noch starke Anlehnung an die Nationale Front trat äusserlich durch die Verwendung von deren Symbolen (Alteidgenössisches Schweizerkreuz, Morgenstern) und Wortschöpfungen («Eidgenössischer Sozialismus», «Nationale Erneuerungsbewegung») zutage. Zudem verwendete die PNOS beim Wahlkampf zu den Nationalratswahlen 2003 ein Plakat («Wir säubern!»), welches in fast identischer Weise die Nationale Front bereits 1933 verwendet hatte.
In der Ausgabe 01/2006 der Parteizeitschrift «ZeitGeist» verkündete Michael Haldimann die definitive Abkehr von der bisherigen «chauvinistisch-reaktionären» Politik und nahm gegen den historischen Nationalsozialismus Stellung.
Das Parteiprogramm von Dezember 2006 der PNOS beinhaltet radikale Änderungen wie die Umwandlung zu einer Meritokratie, die Zivilschutz, Militärdienst oder unspezifischen Arbeitsdienst im Auftrag des Staates als Voraussetzung für Bürgerrechte macht, aber auch Forderungen enthält wie die Vereinheitlichung des Bildungswesens, Freiwirtschaftliche Reformen, die Schaffung einer staatlichen Einheitskrankenkasse, den Ausstieg aus der Atomenergie, bis hin zu ethnopluralistischer Ausländerpolitik und verschärften Tierschutzgesetzen, die die Schächtung verbieten. Ausserdem forderte die PNOS die Aufnahme von Traditioneller Chinesischer Medizin und anderer alternativer Heilmethoden in den Pflichtenkatalog der Krankenkassen.
2020 schlug die Partei mögliche neue Parteinamen wie «Völkisches Erwachen», «Sozialnationale Aktion» oder «Partei Nationaler Sozialisten» vor. Sie bat ihre Mitglieder zudem zur Stellungnahme zur Frage, ob der Nationalsozialismus aus «strategischen Gründen» nicht thematisiert werden sollte.
Die PNOS verbreitete regelmässig antisemitische Verschwörungstheorien. Der Basler Sektionspräsident Tobias Steiger beschrieb Corona als «Virus der Zionisten». 2021 startete sie in ihrem Parteiblatt «Harus» mit der Verbreitung der Protokolle der Weisen von Zion.

## Organisation
Die PNOS hat in den Jahren ihrer Existenz ihre Organisationsform mindestens viermal geändert. Am 16. April 2010 hatte die PNOS ihre Statuten zuletzt komplett überarbeitet. Neu stand an der Parteispitze wieder ein Präsidium. Die PNOS begründete diesen Schritt mit der Tatsache, dass ein Bundesvorstand den rechtlichen Anforderungen an eine Partei nicht genüge. Zuletzt gehörten vier Personen der Landesleitung an.

## Aktivitäten
Die PNOS war vorwiegend in Kantonssektionen in der Nordwestschweiz, Espace Mittelland und in der Ostschweiz tätig. Frühere Ortssektionen im Oberaargau, Berner Oberland, Berner Seeland, der Stadt Bern und Willisau wurden aufgelöst. Nach eigenen Angaben hatte die PNOS über 300 Mitglieder. Das Bundesamt für Polizei ging im Jahr 2015 von rund 250 Mitgliedern aus, Beobachter schätzten etwa 30 Aktive. Des Weiteren veranstaltete die PNOS jährlich einen Parteitag, gab vierteljährlich eine Zeitschrift mit dem an die Frontisten erinnernden Titel «Harus!» heraus und nahm seit 2012 nicht mehr an Wahlen teil. Im Dezember 2015 gründete eine Gruppe von Aktivisten die Sektion Ostschweiz neu, welche die Kantone St. Gallen, Thurgau, Appenzell Innerrhoden, Appenzell Ausserrhoden, Schaffhausen und Graubünden umfasste. Im Jahre 2015 wurde ein eigener Sicherheitsdienst der PNOS mit Namen Ahnensturm gegründet.
Im 2017 wurde die Sektion Solothurn wieder gegründet.
Im April 2020 schrieb der Der Bund, «auf dem Papier» seien 800 Personen Mitglieder bei der PNOS. Manche Sektionen seien jedoch kaum aktiv und zu ihren Stammtischen kämen häufig nur eine Handvoll Leute.

## Geschichte
Am 10. September 2000 wurde die Partei von Jonas Gysin und Sacha Kunz gegründet, und am 27. Februar 2001 fand die erste unbewilligte Demonstration in Olten statt.
Parteigründer Sacha Kunz trat am 1. April 2003 aus der Partei aus. Neuer Parteivorsitzender wurde Jonas Gysin, welcher an einer Umstrukturierung der Partei am 25. Mai 2003 mitbeteiligt war.
Die PNOS beteiligte sich am 19. Oktober 2003 mit dem Kandidaten Ralph Aschwanden erstmals an den Nationalratswahlen im Kanton Aargau. Er wurde mit 0,31 Prozent nicht gewählt.
Am 1. Mai 2004 führte die PNOS in Langenthal eine erneute unbewilligte Demonstration zum «Tag der Eidgenössischen Arbeit» mit etwa 200 Teilnehmern durch, bei welcher rechtspopulistische Parolen skandiert wurden. Zeitgleich fand eine Gegendemonstration von Antifaschisten statt, zwischen den beiden Gruppen kam es zu vereinzelten Scharmützeln. Einem erneuten Aufruf am 1. August 2004 folgten rund 600 Personen. Die PNOS feiert auf dem Rütli ihre eigene unbewilligte Nationalfeier.
Tobias Hirschi wurde am 26. September 2004 mit 13,2 Prozent in den Stadtrat Langenthal gewählt, stellte sich 2008 aufgrund seiner Isolation nicht mehr zur Wahl. Stattdessen wurde knapp Timotheus Winzenried gewählt, der 2009 zurücktrat; der Sitz wurde 2011 vom nachnominierten Hirschi freiwillig abgetreten. Mit 21,1 Prozent wurde am 24. April 2005 ein Mitglied der Partei in den Gemeinderat von Günsberg gewählt, nach drei Jahren trat es aus dem Gemeinderat zurück und die PNOS verzichtete auf den Sitz. Die Partei nahm mit Tobias Hirschi und Dominic Lüthard 2006 an Grossratswahlen im Kanton Bern teil. Beide wurden mit 2 Prozent nicht gewählt. Lüthard nahm am 29. Oktober 2006 an den Gemeinderatswahlen in Roggwil teil, wurde aber bei 5,6 Prozent nicht gewählt.
Am 21. August 2005 gab die PNOS den Rücktritt von Jonas Gysin bekannt. Die Parteileitung wurde neu durch einen Bundesvorstand übernommen.
Am 1. August 2006 wurde berichtet, dass die Webseite der Partei von Unbekannten gehackt worden sei. Mitglieder wurden danach auf der Seite als «Holocaust-Lügner und Menschenverachter» bezeichnet.
Am 16. Dezember 2006 fand in Langenthal eine bewilligte Demonstration gegen ein geplantes Minarett statt, und am 5. August 2007 begingen 300 Anhänger der PNOS nachträglich auf der Rütliwiese die Bundesfeier.
Die PNOS-Sektion Basel, die die beiden Halbkantone Basel-Landschaft und Basel-Stadt umfasst, wurde am 18. Januar 2009 in Gelterkinden gegründet und am 2. August 2009 nahm die Partei an der nachträglich begangenen Bundesfeier auf der Rütliwiese teil. Am 7. März 2010 nahm die PNOS erneut an Grossratswahlen im Kanton Bern teil. Die Kandidaten Raphael Würgler und Dominic Lüthard wurden mit 1,8 Prozent nicht gewählt, auch die Kandidatin Denise Friederich scheiterte mit 0,6 Prozent Wähleranteil.
2014 gründeten Westschweizer PNOS-Mitglieder die französischsprachige rechtsextreme Bewegung Résistance Helvétique.
2017 nahm die PNOS die Kleinpartei DPS auf.
Am 20. Oktober 2019 trat Dominic Lüthard nach sieben Jahren von seinem Amt als Parteipräsident zurück. Florian Gerber, bisher stellvertretender Parteipräsident, wurde als neuer Parteipräsident gewählt. Yannic Nuoffer wurde stellvertretender Parteipräsident und Mediensprecher, Tamara Klingler wurde Parteisekretärin
Im Februar 2022 gab Gerber die Auflösung der Partei bekannt. Wegen der COVID-19-Pandemie seien Zusammenkünfte ausgeblieben, die Strukturen seien marode und die Partei habe ein schlechtes Image. Am gleichen Tag wurde die Internetdomain aufgegeben.

## Konflikte mit dem Gesetz
Mehrmals kamen Mitglieder der PNOS in ihrer politischen Tätigkeit mit dem Gesetz in Konflikt. Im Juli 2005 wurden mehrere Mitglieder des früheren Parteivorstandes, darunter auch der ehemalige Parteivorsitzende Jonas Gysin (bereits wegen Körperverletzung vorbestraft), vom Bezirksamt Aarau wegen Rassendiskriminierung verurteilt. Weiter untersuchte die zuständige Richterin ebenfalls das 20-Punkte-Parteiprogramm der Partei und beurteilte es wie folgt:
«Das Parteiprogramm der PNOS beinhaltet eine kollektive Schmähung der Ausländer, indem ihnen darin Menschenrechte abgesprochen werden und zur Rückführung kulturfremder Ausländer aufgerufen wird.»
Da mittlerweile alle oben genannten Exponenten von der Bildfläche verschwunden sind, besteht Grund zur Annahme, dass die PNOS sich von dieser Vergangenheit reinwaschen will, jedoch werden ihr auch jetzt immer wieder Verbindungen zu solchen rechtsextremen-militanten Kreisen nachgesagt.
Im Juli 2010 wurde der frühere Vorsitzende der PNOS-Sektion Basel, Philippe Eglin, der bereits wegen einfacher Körperverletzung vorbestraft ist, wegen Rassendiskriminierung zu einer unbedingten Geldstrafe über 10'800 Franken verurteilt. Er hatte das Tagebuch der Anne Frank als Lügengeschichte bezeichnet. Das Urteil ist rechtskräftig.

## Gründung «Nationalpartei»
Wie aus einem Datenleck 2025 bekannt wurde, entstand nach dem Ende der PNOS 2022 abseits der Öffentlichkeit eine neue Partei namens «Nationalpartei». Von der Nationalpartei gab es Mitte 2025 erst einen einfachen Internetauftritt, ein Postfach im thurgauischen Weinfelden und eine E-Mail-Adresse. Als sich abgezeichnet hatte, dass die PNOS vor dem Untergang stand, hätten einige unzufriedene PNOS-Mitglieder die ersten Schritte unternommen. Treibende Kraft war der heutige Parteipräsident Otto R., der zuvor als PNOS-Mitglied, als Mitglied des internationalen Neonazinetzwerks Blood and Honour und als Teil der Patriotischen Front aufgefallen war. Die Parteigründer versprechen sich durch den Status einer politischen Partei Schutz vor Bespitzelung durch den Nachrichtendienst und die Polizei.